# Myron Scholes
Pour les articles homonymes, voir Scholes.
Myron Samuel Scholes (né le 1er juillet 1941 à Timmins, Ontario, Canada) est un économiste reconnu pour ses travaux sur la valorisation des produits dérivés, notamment les options. Il obtient en 1997 avec Robert Merton le Prix de la Banque de Suède.

## Biographie
Myron Scholes élabore avec Fischer Black le fameux modèle de Black-Scholes. Il obtient en 1997 avec Robert Merton le Prix de la Banque de Suède pour une nouvelle méthode pour évaluer les produits dérivés.
À l'université de Chicago, il obtient un MBA en 1964 puis un PhD en 1969. En 1989 il est docteur honoris causa de l'université Paris IX-Dauphine.
Comme Robert Merton, il a été consultant pour « l'arbitrage group » de John Meriwether, au sein de la banque d'affaires Salomon dans les années 1980, puis associé dirigeant du hedge fund Long Term Capital Management (LTCM) fondé par le même Meriwether, de la fondation de celui-ci en 1994 à sa spectaculaire quasi-faillite en septembre 1998.